# Colombier (métro de Rennes)
Pour les articles homonymes, voir Colombier.
Colombier est une station de la ligne B du métro de Rennes, située dans le quartier Colombier - Champ-de-Mars à Rennes dans le département français d'Ille-et-Vilaine en région Bretagne.
Mise en service en 2022, elle est conçue par les cabinets d'architectes Atelier Zündel Cristea et Architram.
C'est une station, équipée d'ascenseurs, qui est accessible aux personnes à mobilité réduite.

## Situation sur le réseau
Établie en souterrain (tunnel profond) sous la rue du Puits Mauger, à proximité de l'entrée principale du centre commercial Colombia, la station Colombier est située sur la ligne B, entre les stations Mabilais (en direction de Gaîté) et Gares (en direction de Viasilva) tout en étant très proche géographiquement de la station Charles de Gaulle de la ligne A.

## Histoire

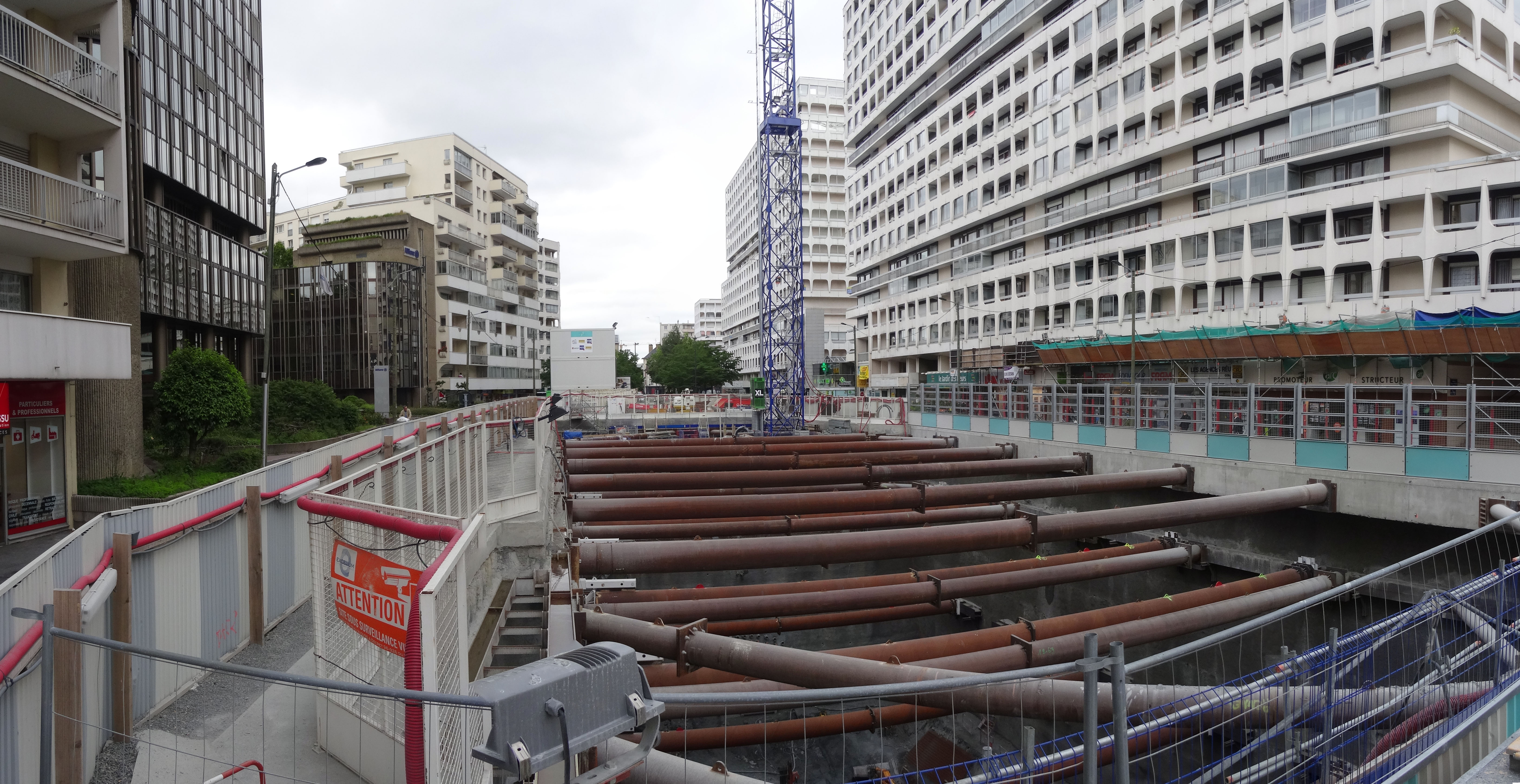
Travaux pour la construction de la station en 2015

La station Colombier est mise en service le 20 septembre 2022, lors de l'ouverture à l'exploitation de la ligne B. Son nom a pour origine le quartier Colombier - Champ-de-Mars, qu'elle dessert. Elle est réalisée par les architectes de l'atelier Zündel Cristea avec Architram qui ont dessiné une station, dont les quais sont situés à 20,6 mètres sous la surface, et sur trois niveaux, : une salle des billets au niveau –1, une mezzanine intermédiaire au niveau –2 et les quais au niveau –3.
L'architecture de la station est caractérisée par une enveloppe composée de plaques d'aluminium micro perforé de forme triangulaire à travers lesquelles passent l'éclairage.
Initialement appelée Puits Mauger, du nom de la rue sous laquelle elle se trouve, la future station est rebaptisée Colombier en février 2011 après consultation des usagers. L'existence de cette station à seulement 500 m de Charles de Gaulle sur la ligne A réside de la volonté de faire desservir les principaux points d'intérêts du centre-ville par les deux lignes afin d'éviter de saturer le tronçon central de la ligne A dont les marges d'augmentation de capacité sont très limitées en raison de l'impossibilité de rallonger les stations sans engager de coûteux et lourds travaux.
La construction de la station a commencé en janvier 2014. Elle devrait accompagner le renouvellement urbain du site du Pré Perché situé à proximité. La grue de 65 m de haut, utilisée pour la manutention, est la plus haute de toutes celles utilisées sur le chantier de la ligne B.
Elle a été la troisième station atteinte par le tunnelier « Elaine » le 6 janvier 2016, en venant de la station Mabilais. Il quittera ensuite la station après deux semaines d'arrêt et de maintenance, en direction de Gares.
Le gros œuvre se poursuit jusqu'à l'été 2017, suivi par le second œuvre qui s'achève début 2021 ; la signalétique est posée et les finitions sont effectuées jusqu'à l'été 2021,.

## Service des voyageurs

### Accès et accueil
La station dispose de deux accès, à chaque extrémité :
- Accès no 1 « rue Tronjolly » : Un ensemble, côté est, constitué d'un escalier et d'un escalier mécanique donnant eux aussi accès à la salle des billets ainsi que d'un ascenseur ;
- Accès no 2 « rue du Puits Mauger » : Un escalier, côté ouest, donnant accès à la salle des billets.

La station est équipée de distributeurs automatiques de titres de transport et de portillons d'accès couplés à la validation d'un titre de transport, afin de limiter la fraude. La décision a été confirmée lors du conseil du 30 avril 2015 de Rennes Métropole.

Les accès de la station
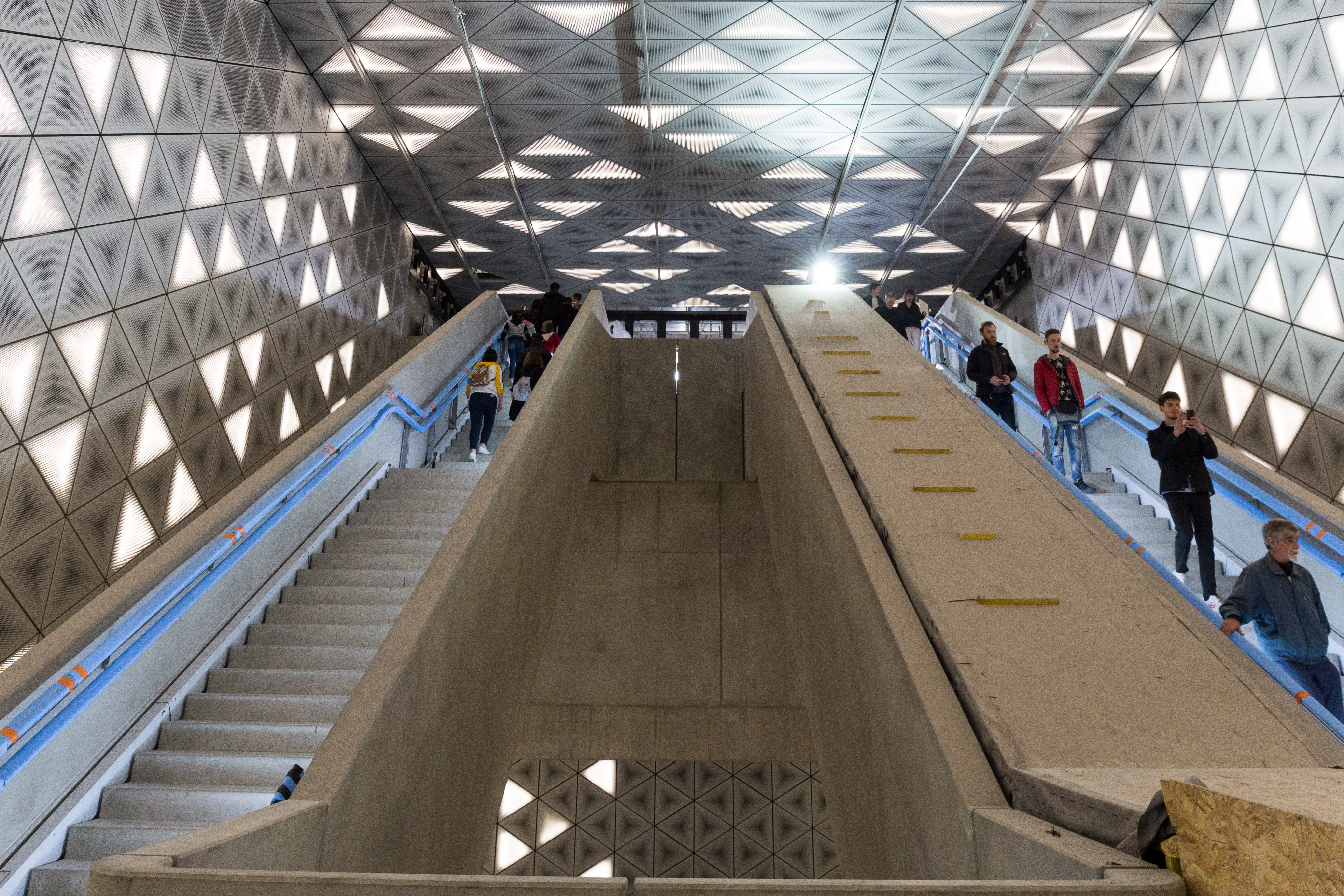
Particularité de la station avec des motifs lumineux sur les murs.
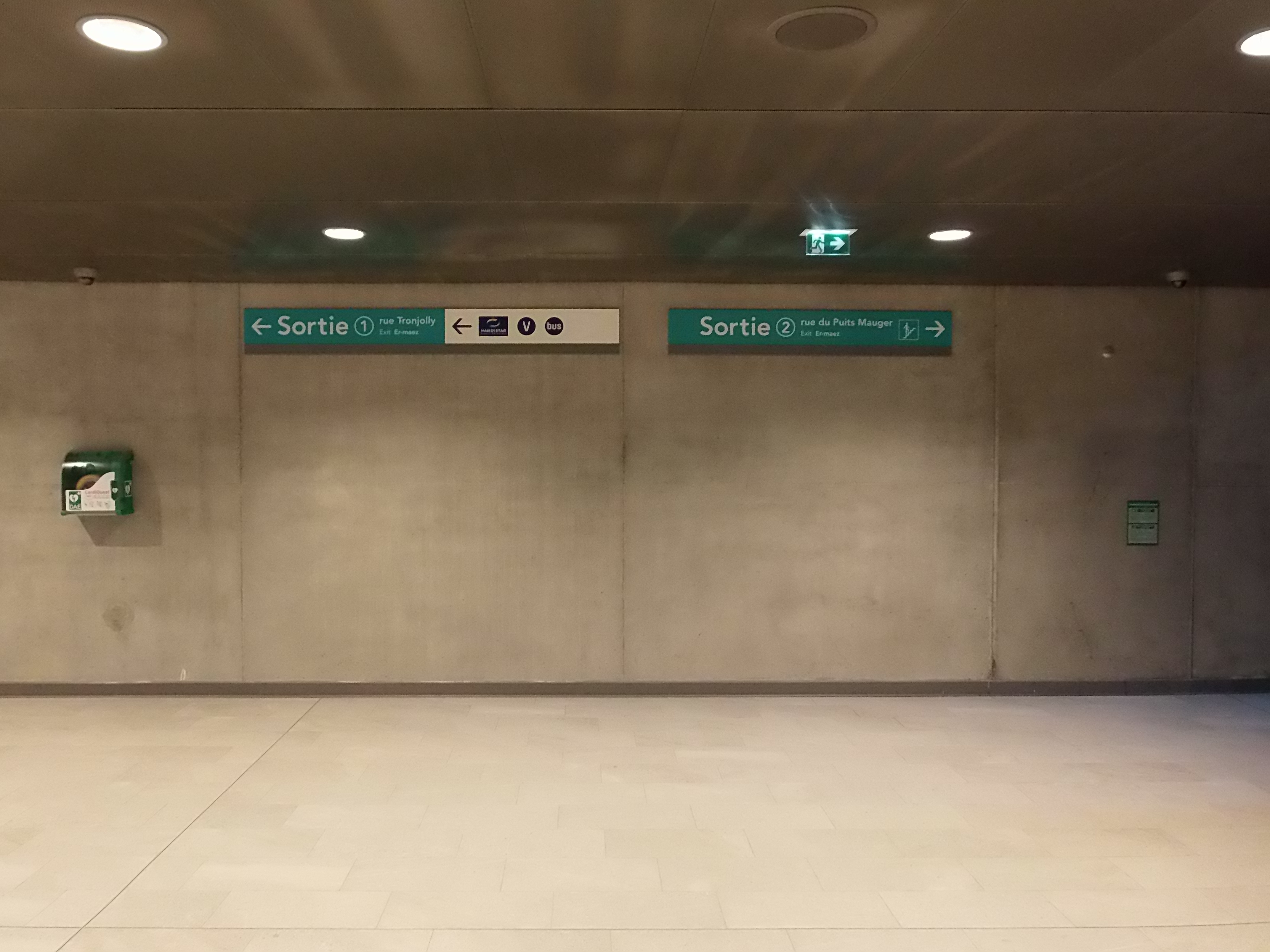
Signalétique directionnelle des accès à la station.

### Desserte
Colombier est desservie par les rames qui circulent quotidiennement sur la ligne B, avec une première desserte à 5 h 16 (7 h 21 les dimanches et fêtes) et la dernière desserte à 0 h 37 (1 h plus tard les nuits des jeudis aux vendredis, vendredis aux samedis et des samedis aux dimanches).

### Intermodalité
La station est située à 500 mètres de la station Charles de Gaulle de la ligne A. Des stations STAR, le vélo et Citiz Rennes Métropole sont installées à proximité, ainsi qu'un parc à vélos sécurisé C-Park Vélo de 42 places implanté dans le parking Colombier.
Elle est desservie par les lignes de bus C5, C6 et Api'Bus (ligne estivale) et la nuit par la ligne N3.

## Archéologie
Les fouilles préventives réalisées en 2011 ont permis de découvrir des restes de maçonneries de l'époque moderne, attribués à des installations agricoles, implantées après assèchement du site.

## À proximité
La station dessert notamment :
- les centres commerciaux Colombia et Les Trois Soleils ;
- la tour de l'Éperon, le deuxième plus haut gratte-ciel de la ville ;
- la Cité judiciaire.